# Campo Sesenta y Seis
Campo Sesenta y Seis är en ort i Mexiko.   Den ligger i kommunen Riva Palacio och delstaten Chihuahua, i den nordvästra delen av landet, 1 300 km nordväst om huvudstaden Mexico City. Campo Sesenta y Seis ligger 2 099 meter över havet och antalet invånare är 129.
Terrängen runt Campo Sesenta y Seis är platt åt sydväst, men åt nordost är den kuperad. Runt Campo Sesenta y Seis är det mycket glesbefolkat, med 3 invånare per kvadratkilometer. Närmaste större samhälle är Campo Setenta y Dos, 10,4 km norr om Campo Sesenta y Seis. Omgivningarna runt Campo Sesenta y Seis är i huvudsak ett öppet busklandskap.